# خانه هادی خان صوفی
خانه هادی خان صوفی مربوط به دوره پهلوی دوم است و در شهرستان املش، بخش رانکوه، روستای امام واقع شده و این اثر در تاریخ ۲ آبان ۱۳۸۲ با شمارهٔ ثبت ۱۰۵۸۷ به‌عنوان یکی از آثار ملی ایران به ثبت رسیده است.
این خانه مربوط به خاندانهای قدیمی بوده که در حدود سال ۹۹۰ هجری شاه عباس صفوی آنها را به گیلان و املش تبعید کرد.

## آتش‌سوزی
در سال ۱۳۹۸ در این بنا آتش‌سوزی رخ داد و قسمت بزرگی از آن از بین رفت.